# Április 17.
Április 17. az év 107. (szökőévben 108.) napja a Gergely-naptár szerint. Az évből még 258 nap van hátra.
Névnapok: Rudolf + Anasztázia, Anicét, Árnika, Asma, Csongor, Ince, Kiara, Klára, Klárabella, Klarina, Klarinda, Megyer, Nasztázia, Nefelejcs, Neszta, Nyeste, Radiszló, Radó, Ralf, Raul, Rázsoly, Rezső, Rolf, Rudolfina, Zea, Zia, Zonga, Zongor

## Események

### Politikai események
- 69 – Vitellius a Római Birodalom új császára.
- 1155 – I. Frigyes német király, német-római császár, Itália királya lesz.
- 1330 – Záh Felicián sikertelen merényletet kísérel meg Károly Róbert magyar király ellen, és a helyszínen megölik.
- 1492 – Kolumbusz megbízást kap Aragónia és Kasztília uralkodóitól fűszerek szállítására Ázsiából.
- 1521 – Luther Márton a wormsi birodalmi gyűlésen nem vonja vissza tanait.
- 1605 – A szerencsi országgyűlés Bocskai Istvánt Magyarország és Erdély fejedelmévé választja.
- 1670 – Zrínyi Péter és Frangepán Ferenc Kristóf grófokat Bécsben összeesküvés vádjával letartóztatják, és a bécsújhelyi (Wiener Neustadt-i) várba zárják, ahol 1671. április 30-án kivégzik őket.
- 1961 – A CIA által támogatott emigránsok sikertelen partraszállást kísérelnek meg a kubai Disznó-öbölben, hogy megdöntsék Fidel Castro hatalmát.
- 1975 – A Vörös Khmer hatalomra jutása Kambodzsában.
- 2008
  - Az elnöki palota kertjében teszi le a hivatali esküt Kenyában a hatalom megosztásán alapuló új, Raila Odinga vezette nagykoalíciós kormány.
  - Hazatér José Ramos-Horta kelet-timori elnök két hónappal azután, hogy egy államcsínykísérlet során súlyosan megsebesült és egy ausztráliai kórházban ápolták.

### Sportesemények
Formula–1
- 1983 –  francia nagydíj, Paul Ricard - Győztes: Alain Prost  (Renault Turbo)
- 1994 –  csendes-óceáni nagydíj, TI Aida - Győztes: Michael Schumacher  (Benetton Ford)
- 2011 –  kínai nagydíj, Sanghaj - Győztes: Lewis Hamilton  (McLaren Mercedes)
- 2016 –  kínai nagydíj, Sanghaj - Győztes: Nico Rosberg  (Mercedes)

### Egyéb események
- 1889 – A szegvári polgárok elfogják Gyömbér Pált, a környéket rettegésben tartó banditát.
- 1997 – 350 zarándok hal meg, és több mint 1200 megsebesül a Mekka melletti rögtönzött táborban kitört tűzvészben.

## Születések
- 1801 – Fogarasi János magyar nyelvtudós († 1878)
- 1860 – Kovách Aladár levéltáros, etnográfus, múzeumigazgató († 1930)
- 1880 – Sir Leonard Woolley brit régész, az ókori Ur város (Sumer és Akkád királyságok) feltárója  († 1960)
- 1884 – Adorján Imre csíki földbirtokos, közéleti szereplő, lapszerkesztő, magyarországi országgyűlési képviselő († 1971)
- 1897 – Thornton Wilder amerikai dráma- és regényíró († 1975)
- 1901 – Adler Zsigmond ökölvívó, edző († 1982)
- 1902 – Cy Marshall amerikai autóversenyző († 1974)
- 1905 – Krompecher István orvos, anatómus, hisztológus, az MTA tagja, a magyarországi csont- és porcszövettani kutatások iskolateremtő egyénisége († 1983)
- 1907 – Aczél György magyar származású festőművész, restaurátor († 1997)
- 1908 – Gyarmati Anikó magyar színésznő, érdemes művész († 1998)
- 1912 – Eggerth Márta magyar származású amerikai színésznő, énekesnő († 2013)
- 1918 – William Holden Oscar-díjas amerikai színész († 1981)
- 1925 – Mentes József Jászai Mari- és Aase-díjas magyar színész, érdemes művész, a Szegedi Nemzeti Színház örökös tagja († 1996)
- 1927 – Örsi Ferenc József Attila-díjas magyar író, forgatókönyvíró. Leghíresebb műve a filmsorozatban majd regényben is megjelent A Tenkes kapitánya († 1994)
- 1929
  - James Last német zenész, zeneszerző, nagyzenekar vezető († 2015)
  - Urbán Aladár történész, az MTA doktora, az ELTE professor emeritusa († 2019)
- 1930 – Venantino Venantini olasz színész († 2018)
- 1932 – Elbert János József Attila-díjas magyar irodalomtörténész, műfordító, 1956-ban Andropov tolmácsa, megölték († 1983)
- 1936 – Kutas László Kossuth-díjas magyar szobrász, éremművész († 2023)
- 1940 – Pere János  magyar dalénekes, előadóművész, magánénektanár, a magyar szalonzenei dalok kutatója és előadója
- 1940 – Siegfried Jerusalem német operaénekes, tenor
- 1942 – David Bradley  angol színész és komikus
- 1944 – Gönczöl Katalin magyar jogász, egyetemi tanár, kriminológus
- 1945 – Konrád Ferenc magyar vízilabdázó, olimpiai bajnok († 2015)
- 1947 – Czegő Teréz Gobbi Hilda-díjas magyar színésznő, a Hevesi Sándor Színház örökös tagja
- 1948 – Ivánka Csaba Jászai Mari-díjas magyar színész, rendező, zeneszerző, szövegíró, énekes († 1996)
- 1950 – Kalocsay Miklós magyar színész († 1991)
- 1951 – Olivia Hussey (sz. Olivia Osuna), argentin–angol színésznő (Zeffirelli: „Rómeó és Júlia”) († 2024)
- 1954 – Riccardo Patrese olasz autóversenyző
- 1954 – Sárvári Győző magyar színész († 2021)
- 1957 – Nick Hornby angol író, publicista
- 1960 – Fon Gabi magyar színésznő, rádiós műsorvezető
- 1968 – Porga Gyula magyar politikus, Veszprém polgármestere
- 1970 – Pascale Arbillot francia színésznő
- 1972 – Jennifer Garner Golden Globe-díjas amerikai filmszínész
- 1974
  - Mikael Åkerfeldt az Opeth nevű svéd progresszív death metal zenekar énekese, gitárosa és dalszövegírója.
  - Victoria Beckham , angol énekesnő - dalszerző, az 1990-es években népszerű Spice Girls angol lányegyüttes egykori tagja.
- 1975 – Trifun Živanović szerb műkorcsolyázó
- 1976
  - Fekete Pákó zenész
  - Maïwenn francia színész, forgatókönyvíró, filmrendező
- 1979 – Ken Duken német színész
- 1979 – Wang Feng kínai műugró
- 1980 – Nicholas D’Agosto amerikai színész
- 1981 – Charlie Hofheimer amerikai színész
- 1983 – FankaDeli magyar underground hiphop előadó, hangmérnök, rádiós műsorvezető, a Night Child Records kiadó megalapítója
- 1985 – Luke Mitchell amerikai színész
- 1986 – Romain Grosjean francia autóversenyző
- 1986 – Dér Heni énekesnő
- 1987 – Bencsik Tamara énekesnő, a Balkan Express énekesnője
- 1990 – Viktorin Tamás magyar rádiós
- 1993 – Barta Ágnes magyar színésznő
- 2001 – Christian Braun amerikai kosárlabdázó

## Halálozások
- 166 – Anicét pápa
- 858 – III. Benedek pápa
- 1080 – III. Harald dán király (* 1041)
- 1330 – Záh Felicián magyar nemes, merénylő (* ?)
- 1711 – I. József magyar király, német-római császár (* 1678)
- 1772 – Éder Xavér Ferenc jezsuita hittérítő, Dél-Amerika-utazó (* 1727)
- 1790 – Benjamin Franklin amerikai író, tudós, államférfi (* 1706)
- 1889 – Rónay Jácint pap, a darwinizmus magyarországi megismertetője (* 1814)
- 1942 – Jean Baptiste Perrin Nobel-díjas francia fiziko-kémikus (* 1870)
- 1980 – Nádasdy Kálmán háromszoros Kossuth-díjas rendező, színházigazgató, színészpedagógus (* 1904)
- 1990 – Ralph Abernathy amerikai lelkész, polgárjogi harcos, Martin Luther King munkatársa, utódja (* 1926)
- 1998 – Linda McCartney amerikai fényképész, aktivista, zenész, Paul McCartney felesége (* 1941)
- 2002 – Buzz Barton (Emmett Maurice Barton) amerikai autóversenyző (* 1916)
- 2003 – Muráti Lili magyar színésznő (* 1911)
- 2007 – Petro Vasziljovics Balabujev ukrán repülőmérnök, repülőgép-tervező (* 1931)
- 2014 – Gabriel García Márquez Nobel-díjas kolumbiai író, újságíró, kiadó és politikai aktivista (* 1927)
- 2020 – Tibád Levente erdélyi magyar nyelvész, helynév- és helytörténet-kutató, tanár (* 1936)

## Nemzeti ünnepek, emléknapok, világnapok
- Szíria függetlenségének ünnepe